# Anagram
Anagram ili premetaljka vrsta je enigmatske zagonetke u kojoj se premetanjem slova ili slogova neke riječi, izraza, rečenica ili osobnih imena tvore nove značenjske ili smisaone cjeline. Anagramist je osoba koja se bavi anagramima.

## Povijest
Anagram potječe iz grčkog jezika, od riječi ανά + γράμμα = napisati na drugi način.
Prema nekim povjesničarima, prvi anagramist bio je matematičar i filozof Pitagora (570. – 495. pr. Kr.). Kako nema njegovih sačuvanih anagrama, smatra se da je prvi enigmatist Likofron, pjesnik i filozof iz 3. stoljeća pr. Kr. Likofron, koji je radio u aleksandrijskoj knjižnici, svoje prve anagrame posvetio je kralju Ptolemeju II. i kraljici Arsinoji.
Anagramiranje je postalo naročito popularno u srednjem vijeku, kada su mnogi vladari i plemići tražili da se od slova njihovih imena premetanjem sastavi prihvatljiv i pohvalan izraz, tvrdnja ili rečenica, ili podrugljiv od imena njihovih neprijatelja. Mnogi su ga književnici koristili kao svoje pseudonime, na primjer François Rabelais - Alcofribas Nasier, Arrigo Boito - Tobia Gorrio, a Vladimir Nabokov je od anagrama svog imena stvorio lik Vivian Darkbloom.
Anagrami su bili u službenoj upotrebi kao jedna od kriptografskih metoda, kao podesno sredstvo za šifriranje, odnosno tajnu prepisku. Pronalaskom drugih, boljih metoda šifriranja, anagrami su se prestali koristiti u ovoj oblasti. Status enigmatske zagonetke anagram je stekao na prelasku iz 18. u 19. stoljeće, kada je postao popularno sredstvo razonode.

## Elementi anagrama
Glavni elementi svakog anagrama su postavka i rješenje. Na primjer, postavka je LAŽNI STID KUPAČA, a rješenje je NUDISTIČKA PLAŽA (autor: Zlatan Čop). Ako postavka i rješenje nisu ni u kakvoj vezi, radi se o jednostavnom premetanju slova (na primjer TRAVA - VATRA – VRATA).
U časopisima je uobičajeno da se postavka piše velikim slovima. U opisu se može podebljanim ("crnim") slovima istaknuti pojam koji se traži
Poseban tip anagrama, kod koga se slova premeću u obrnut redoslijed je palindrom, na primjer: Perica reže raci rep, ili ananim, pseudonim od palindroma imena, na primjer Yma Sumac - Amy Camus. Jedna vrsta anagrama rasprostranjena je u žargonu, kad se jedan slog premjesti na početak ili kraj riječi, na primjer: žišku - kužiš, rista - stari, njofra - Franjo.

## Kvaliteta anagrama
Anagram je kvalitetniji ako ispunjava što više kriterija, koji imaju svoju težinu:
- Logička veza postavke i rješenja - ova dva elementa moraju biti u što tješnjoj vezi i o toj vezi ovisi kvaliteta anagrama. Tako sačinjen anagram je razumljiv i najčešće nisu potrebna nikakva dodatna objašnjenja za njegovo rješavanje. Primjer: KRASAN JE ODMOR - JADRANSKO MORE (autor: Marko Krvavica).
- Izbjegavanje ponavljanja istih riječi ili riječi s istim korijenom u postavci i rješenju. Ponekad se može tolerirati neko manje ponavljanje, ako je autorska ideja važnija od tog tehničkog nedostatka.
- Gramatička ispravnost – i postavka i rješenje trebaju biti gramatički ispravni, bez miješanja stranih i domaćih riječi i fraza, sa što manje ili sasvim bez uzvika tipa "O", "E", "AO" i sličnih.
- Stupanj ispremiještanosti slova – idealno bi bilo da sva slova promijene mjesta, što najčešće nije moguće, ali se teži da ispremiještanost bude što veća.
- Dužina postavke odnosno rješenja – iako ovaj kriterij nema veću težinu, jer se i od kraće postavke može napraviti dobar anagram, pojedini sastavljači mu pridaju veću važnost. Dakle, poželjno je da i u rješenju i u postavci bude što više dužih riječi.
- Struktura slova – premda ni ovaj kriterij nema veći značaj, ipak se više vrednuju anagrami koji sadrže veći broj manje frekventnih slova, kao što su "f", "đ", "dž", "lj", "nj", "h", "ž", "č" i "ć".
- Izbor teme – poželjno je da anagrami budu tematski aktualni i da prate aktualna društvena zbivanja. Primjer su takozvani naslovni anagrami, gdje se od nekog naslova s naslovnice novina pokušava napraviti što efektniji anagram. Recimo, od naslova "Ratne strepnje" anagram STRANE PRETNJE. U svakom slučaju, treba birati teme koje se odnose na oblasti značajne za opću kulturu najšireg kruga rješavača, izbjegavati nepoznate ličnosti, usko stručne termine, strane riječi itd.

## Logogrifni anagrami
Ako se u postavci i u rješenju pojavljuju ista slova, to je "čist anagram". Međutim, kako to nije uvijek lako izvesti, da bi se dobila zanimljiva zagonetka ponekad se u časopisima dozvoljavaju odstupanja od jednog slova. To su onda "logogrifni anagrami", koji mogu biti:
- Krnji anagram - postavka je krnja, ima jedno slovo manje od broja slova rješenja. Na primjer, PROZA PUNA DIVOTE - ZNAKOVI PORED PUTA u postavci nema slova "K" koje se javlja u rješenju, pa se u tom slučaju pored postavke stavi "+K".
- Prošireni anagram – obrnut slučaj u odnosu na krnji anagram: postavka ima jedno slovo više od broja slova u rješenju. Uobičajeno je to slovo staviti u zagradu, LIJEK (Z)A EMU - LEUKEMIJA.
- Anagram s izmjenom – postavka i rješenje imaju isti broj slova, ali se jedno slovo u rješenju mijenja: BREZA - OBRAZ; E=O.

## Ostale vrste anagrama
- Učahureni anagram – od postavke se odbijaju prvo i posljednje slovo, a preostala (unutarnja) slova se premeću: ARGENTINA – TRENING,
- Slogovni anagram – premeću se slogovi iz postavke, a ne pojedinačna slova: TALIJANKA - LIJA TANKA (Autor: Aki Rahimovski),
- Stihovni anagram – kada je postavka data u stihovima,
- Anagrami povezani s mrežastim zagonetkama – u križaljci su umjesto opisa dani anagrami zadanih riječi.

## Vanjske poveznice
- [neaktivna poveznica]